# Gran Conquista de Ultramar
La Gran Conquista de Ultramar è un poema epico composto tra il 1291 e il 1295 in castigliano. Racconta una versione romanzata della conquista di Gerusalemme durante la Prima Crociata. Nel testo sono incluse narrazioni indipendenti derivate dall'epica francese, come la storia del Cavaliere del Cigno, tratta dal Ciclo della crociata con cui la Gran Conquista de Ultramar ha molti legami. Il manoscritto più antico e più ampio con cui ci è stata trasmessa l'opera (360 fogli) è conservato nella Biblioteca Nazionale di Madrid e fu composto nel 1295. L'unica edizione moderna completa è di Louis Cooper, datata 1989.